# مركز دوبيوك للنقل المتعدد الوسائط
مركز دوبيوك للنقل المتعدد الوسائط Dubuque Intermodal Transportation Center (DITC) هو محطة حافلات تقع في مدينة دوبيوك بولاية آيوا الأمريكية. ويعمل كمركز نقل جديد لشركة حافلات دوبيوك، بين حافلات شركة ذا جولي والحافلات بين المدن التي تخدم دوبوك، وكنقطة نقل بين وسائط النقل البري الأخرى. 